# Natan (maison de couture)
Pour les articles homonymes, voir Natan.
Natan est une maison de couture belge du couturier et designer Édouard Vermeulen. La maison de couture est spécialisée dans les vêtements et accessoires de luxe pour femmes. Créée à Bruxelles en 1930 sous le nom de Maison de Couture « Paul Natan » et relancée en 1983. Aujourd'hui, Natan possède huit magasins en propre et la marque est distribuée dans le monde entier. Natan est synonyme de féminité, de couleurs et de designs minimalistes. De plus, Vermeulen est surtout connu comme le « couturier des reines ».

## Histoire
La Maison de Couture Paul Natan a été fondée en 1930. En 1983, Édouard Vermeulen, alors décorateur, loue un espace dans l'immeuble de l'avenue Louise. Lorsque la Maison de Couture Paul Natan a fait faillite, Édouard Vermeulen a vu l'opportunité d'utiliser tout l'espace pour exposer ses pièces d'intérieur. La demande de vêtements couture persiste et il dessine quelques pièces. De fil en aiguille, Édouard Vermeulen commence à se concentrer sur la mode et non plus sur la décoration d'intérieur.
Quelques années plus tard, en 1986, Édouard Vermeulen est invité à organiser un défilé pour une association caritative. La présidente de cette organisation caritative était la princesse Paola. Le soir du défilé, il s'est avéré qu'elle serait également présente. Sa présence a suscité énormément d’attention dans la presse. C'est ainsi qu'Édouard Vermeulen se fait connaître du grand public.
Le succès de Natan atteint son apogée  lors du mariage du prince Philippe et de la princesse Mathilde. En 1999, Édouard Vermeulen est chargé de dessiner la robe de mariée de la princesse Mathilde. Puisque le mariage était en hiver, Mathilde portait une veste à manches longues par-dessus sa robe de mariée. De plus, elle disposait d'une traîne de 5 mètres. Depuis l'an 2000, la société Natan est l'un des « Fournisseurs de la Cour de Belgique » auquel le roi Philippe Ier souhaite témoigner sa confiance. La princesse Mathilde a parfois été critiquée pour sa préférence affichée pour la Maison Natan. Outre la famille royale belge, Édouard Vermeulen conçoit également des vêtements pour les familles royales des Pays-Bas, de Suède et du Luxembourg.
En 2023, la maison de couture possède des magasins à Bruxelles, Paris, Amsterdam, Anvers, Gand, Knokke et Roulers.
En juillet 2023, pour célébrer les 40 ans de la reprise de la Maison Natan par Édouard Vermeulen, un défilé de mode, ode aux années 1950, est organisé dans le cadre prestigieux du Palais de la Légion d'honneur.

## Natan Collective
Natan Collective est un projet dans lequel Natan soutient de jeunes talents belges. Ce projet a débuté en 2017 et compte déjà quatre éditions.
Avec Natan Collective part I, Natan a noué une collaboration créative avec quatre jeunes designers belges. Il s'agissait de Façon Jacmin, Valentine Witmeur, Goia Seghers et Dcembre. En collaboration avec les jeunes créateurs, Natan a lancé une collection capsule qui était en vente dans la boutique Natan à Bruxelles.
La deuxième édition, Natan Collective part II, a donné l'opportunité à cinq créateurs de bijoux belges de présenter leur collection de bijoux dans la boutique Natan à Bruxelles. Les artistes qui ont eu l'occasion de présenter leur collection étaient Espèces, Christa Reniers, Wouters & Hendrix, Joy et Axelle Delhaye.
De jeunes photographes belges ont été mis à l'honneur pour Natan Collective part III. Sept photographes ont été sélectionnés par Édouard Vermeulen et ont reçu pour mission de prendre la meilleure photo avec la même pièce Couture. Ces photographes étaient Lennert Madou, Victor Pattyn, Eva Donckers, Elien Jansen, Damon De Backer, Tiny Geeroms et Yaqine Hamzaoui. Leurs photos ont été exposées dans le magasin Natan à Bruxelles.
Pour la quatrième édition en collaboration avec l'agence Initials L.A., Natan a sélectionné six photographes néerlandais, Lisette Appeldorn, Debbie Trouerbach, Myrthe Giesbers, Alexander Sporre, Chloe Leenheer et Tarona pour interpréter une même pièce de Natan Couture, chacun dans son propre style artistique, comme lors de l'édition précédente. Le résultat a été exposé au X Bank, à Amsterdam.

## Atelier II
Natan a ouvert l'Atelier II sur la place Georges Brugmann à Bruxelles en 2018. Vermeulen a créé ce studio en hommage au métier de sur-mesure. Il est conçu comme un laboratoire de recherche sur la coupe et les volumes. Ici, les clients découvrent les coulisses de la couture belge[réf. souhaitée].

## The Artist Studio
Édouard Vermeulen aime soutenir les talents belges. Il l'a d'abord fait avec Natan Collective, puis avec The Artist Studio. D’ailleurs, il s’intéresse beaucoup à l’art. Dans The Artist Studio, les artistes ont la possibilité de créer une œuvre unique pour Natan. L'Artist Studio est situé dans le magasin Natan à Bruxelles où les clients peuvent également voir l'artiste en direct au travail. Une fois le travail terminé, l’œuvre est exposée.
Plusieurs artistes ont déjà eu l'opportunité d'y créer une œuvre. Par exemple, Denis Meyers a décoré un sac à main Natan et Pablo Piatti a peint plusieurs pièces Natan. Le dernier artiste, Jurgen Ots  a créé son œuvre pendant deux semaines à l'Artist Studio, après quoi elle a été présentée lors d'Art Brussels.

## Distinctions
- La Maison Natan « Fournisseur de la Cour de Belgique » depuis l'an 2000.
- Édouard Vermeulen, couturier de la Maison Natan, est fait baron en 2017[13] et officier de l'ordre de Léopold II en 2023.